# Équipe de France de rugby à XV au Tournoi des Six Nations 2006
L'équipe de France remporte le Tournoi des Six Nations 2006 en remportant quatre victoires, pour une défaite. Il s'agit de la quinzième victoire de l’équipe de France dans le Tournoi, elle vient après le Grand Chelem remporté en 2004. 
Vingt-huit joueurs contribuent à ce succès, sous la conduite du capitaine Fabien Pelous. Le meilleur réalisateur français est Dimitri Yachvili avec 31 points.

## Les joueurs

### Première ligne
- Pieter de Villiers
- Sylvain Marconnet
- Dimitri Szarzewski
- Sébastien Bruno
- Olivier Milloud
- Raphaël Ibañez.

### Deuxième ligne
- Fabien Pelous (capitaine)
- Jérôme Thion
- Lionel Nallet.

### Troisième ligne
- Yannick Nyanga
- Rémy Martin
- Olivier Magne
- Thomas Lièvremont
- Julien Bonnaire.

### Demis de mêlée
- Dimitri Yachvili
- Jean-Baptiste Élissalde
- Pierre Mignoni.

### Demis d’ouverture
- Frédéric Michalak
- Benjamin Boyet
- Lionel Beauxis.

### Trois-quarts centre
- Florian Fritz
- Damien Traille
- Ludovic Valbon
- Guillaume Boussès
- David Marty.

### Trois-quarts aile
- Christophe Dominici
- Cédric Heymans
- Aurélien Rougerie.

### Arrières
- Thomas Castaignède
- Nicolas Brusque.

## Résultats des matches
- Dimanche 5 février 2006 : défaite 16 à 20 contre l'Écosse au stade de Murrayfield, Édimbourg ;
- Samedi 11 février 2006 : victoire 43 à 31 face à l'Irlande au stade de France, Saint-Denis ;
- Samedi 25 février 2006 : victoire 37 à 12 contre l'Italie au stade de France ;
- Dimanche 12 mars 2006 : victoire 31 à 6 face à l'Angleterre au stade de France à Saint-Denis ;
- Samedi 18 mars 2006 : victoire 21 à 16 contre le pays de Galles au Millennium Stadium, Cardiff.

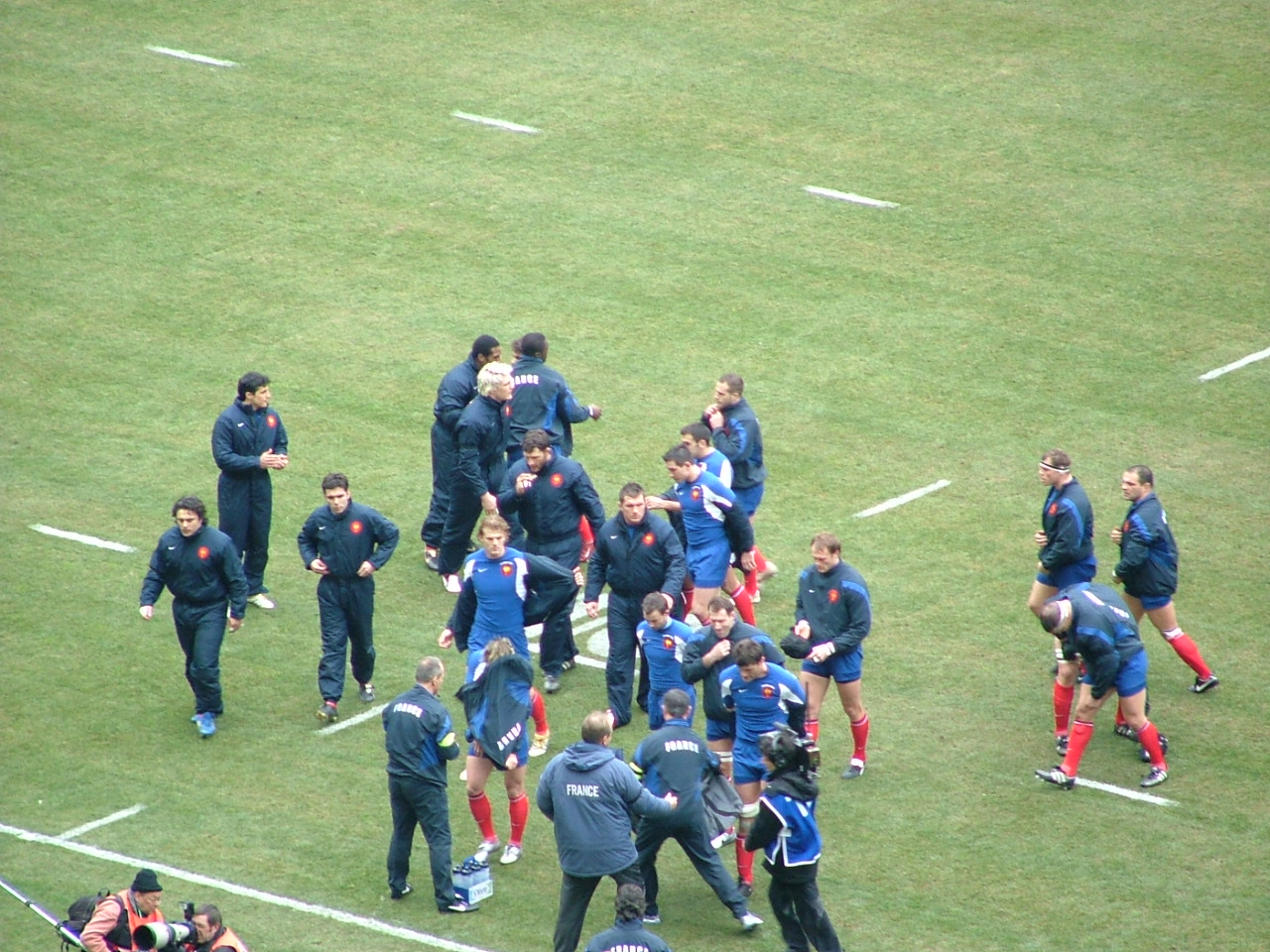
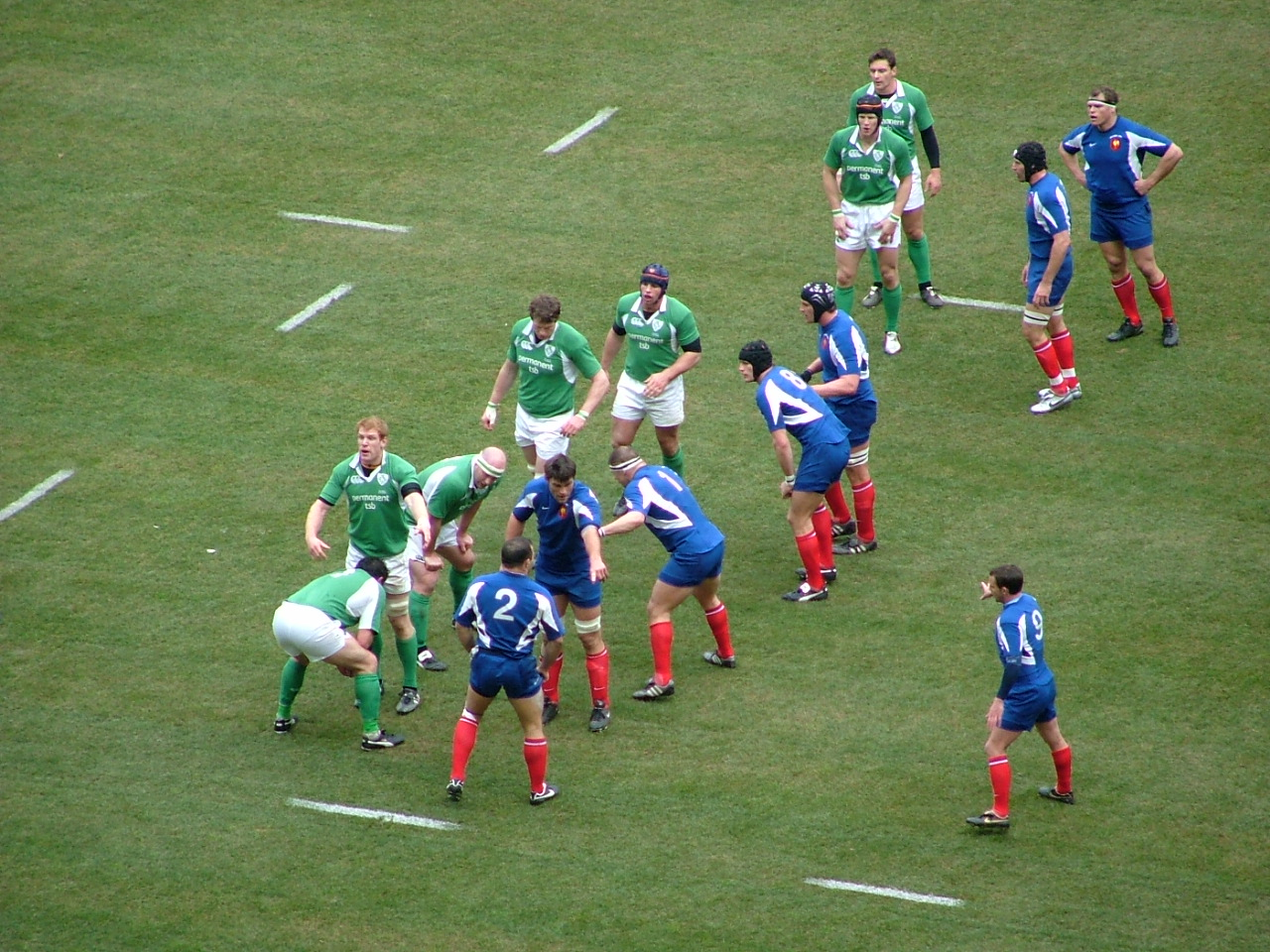
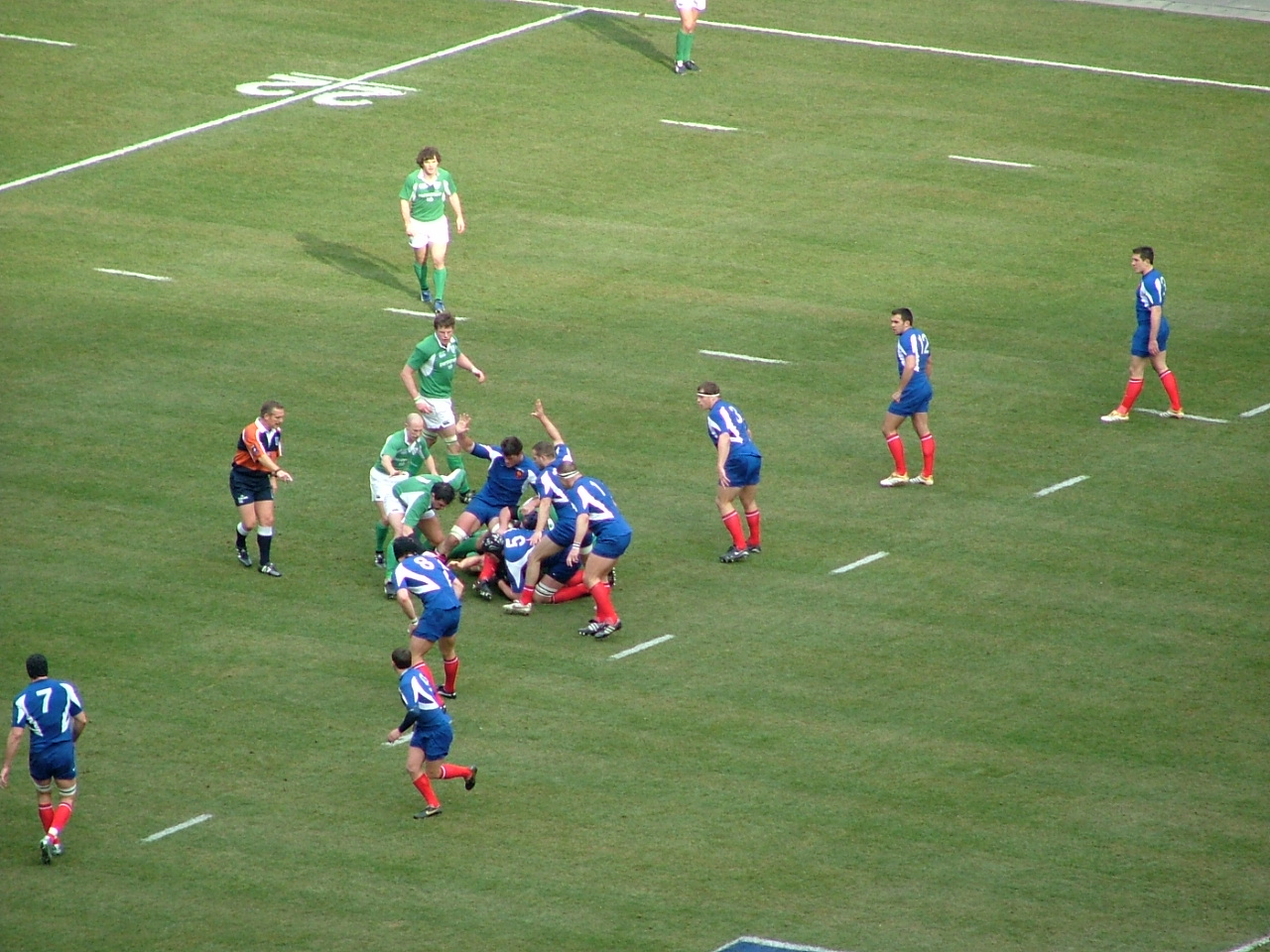
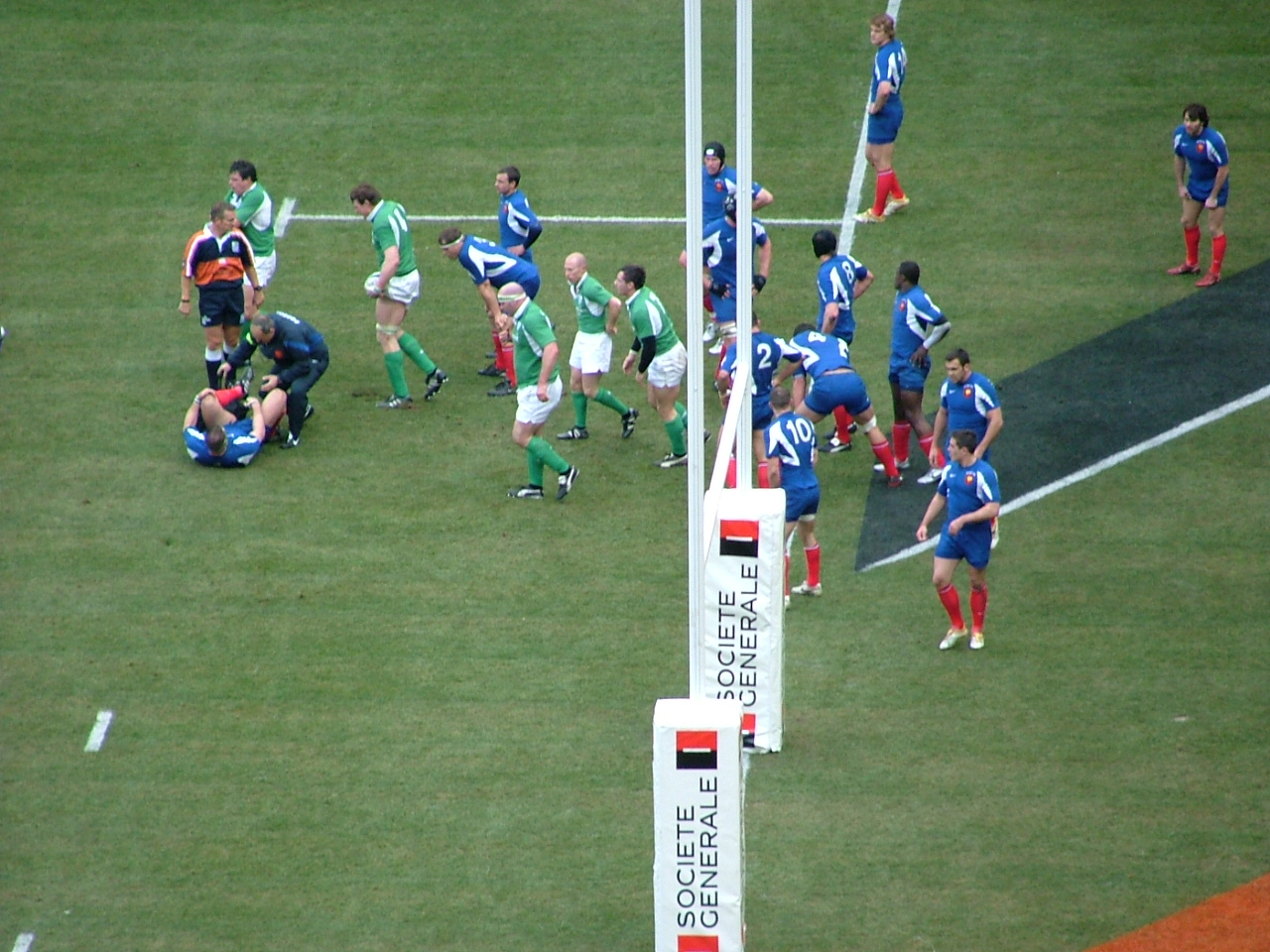
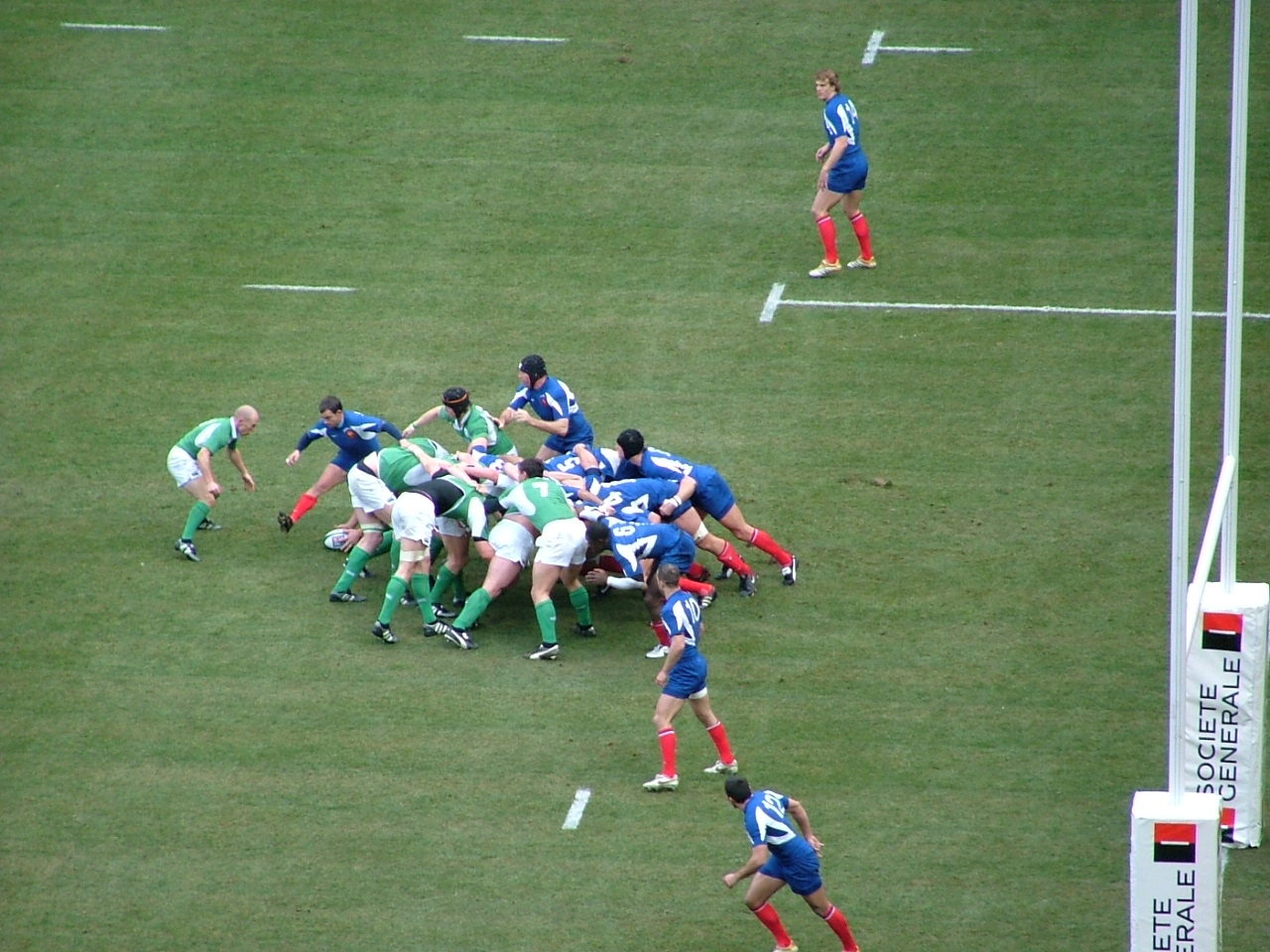
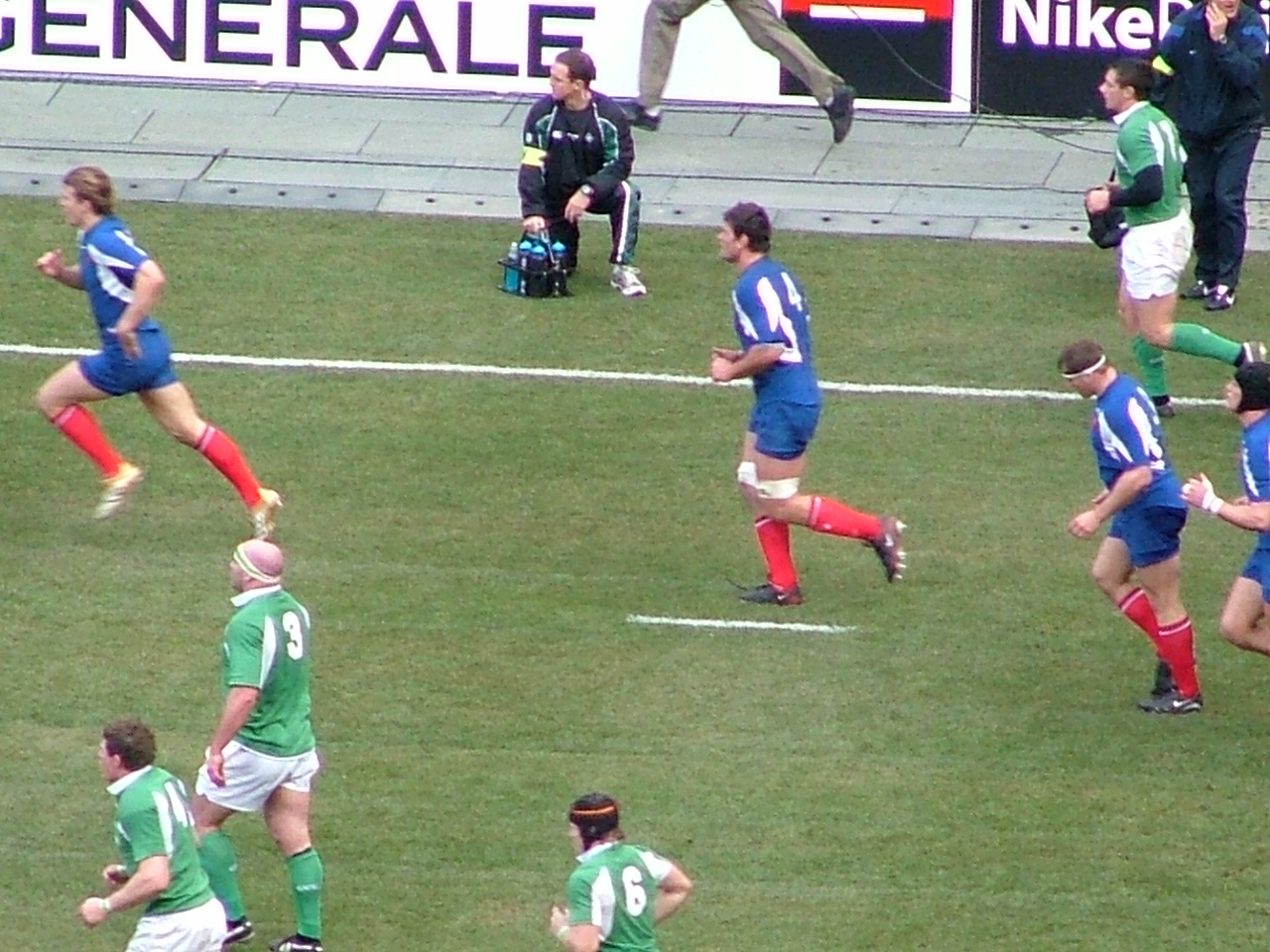
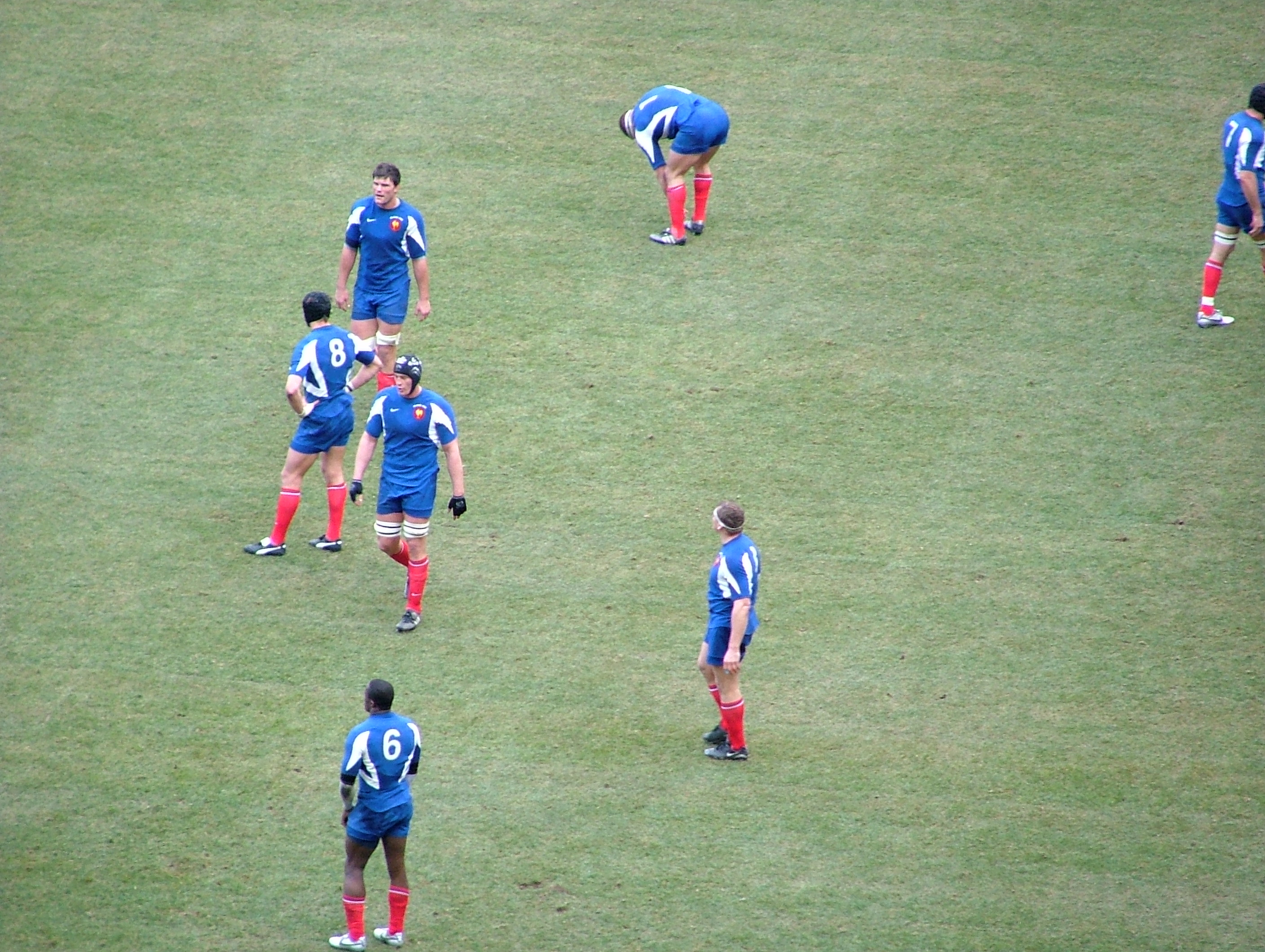
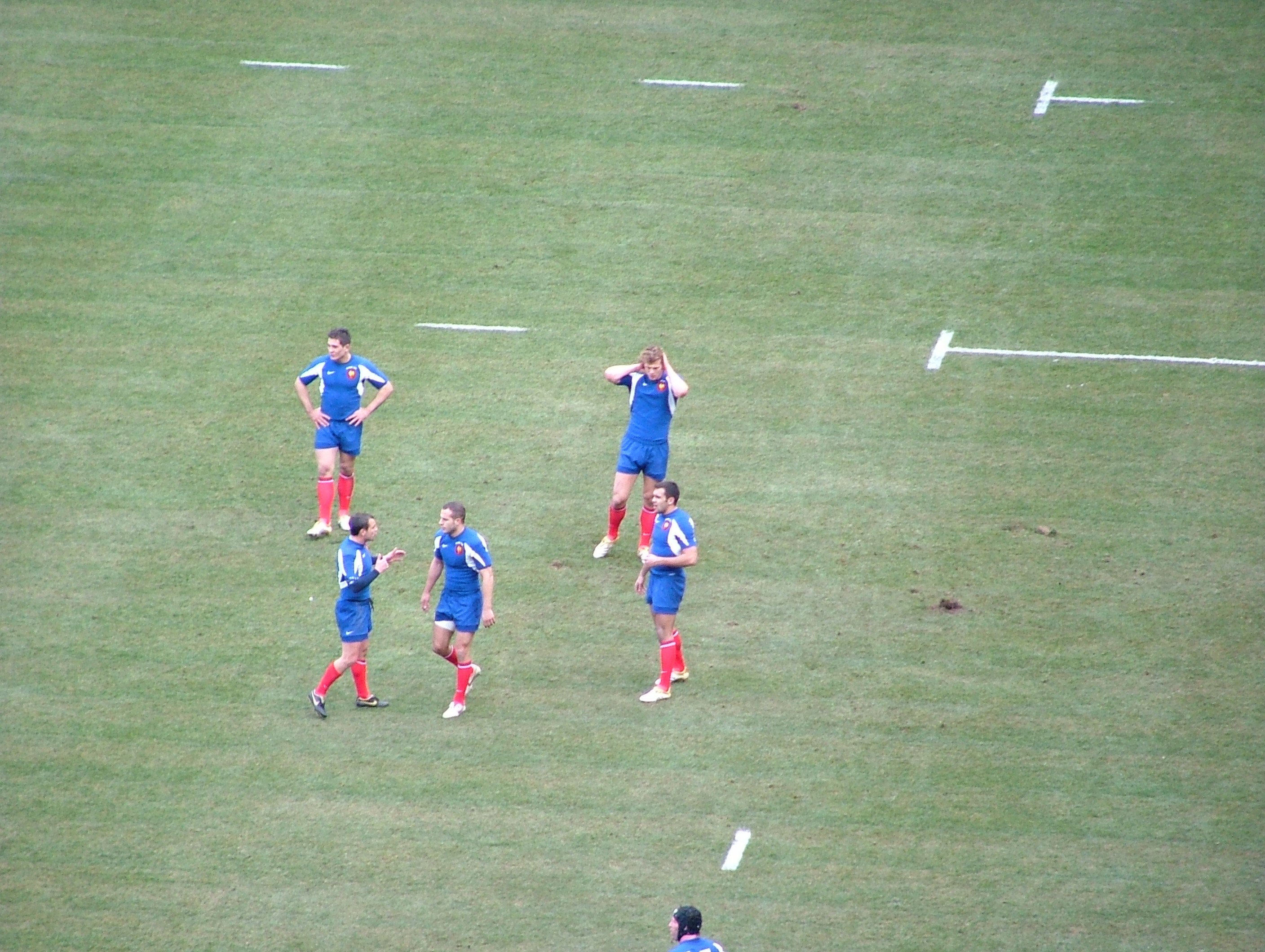
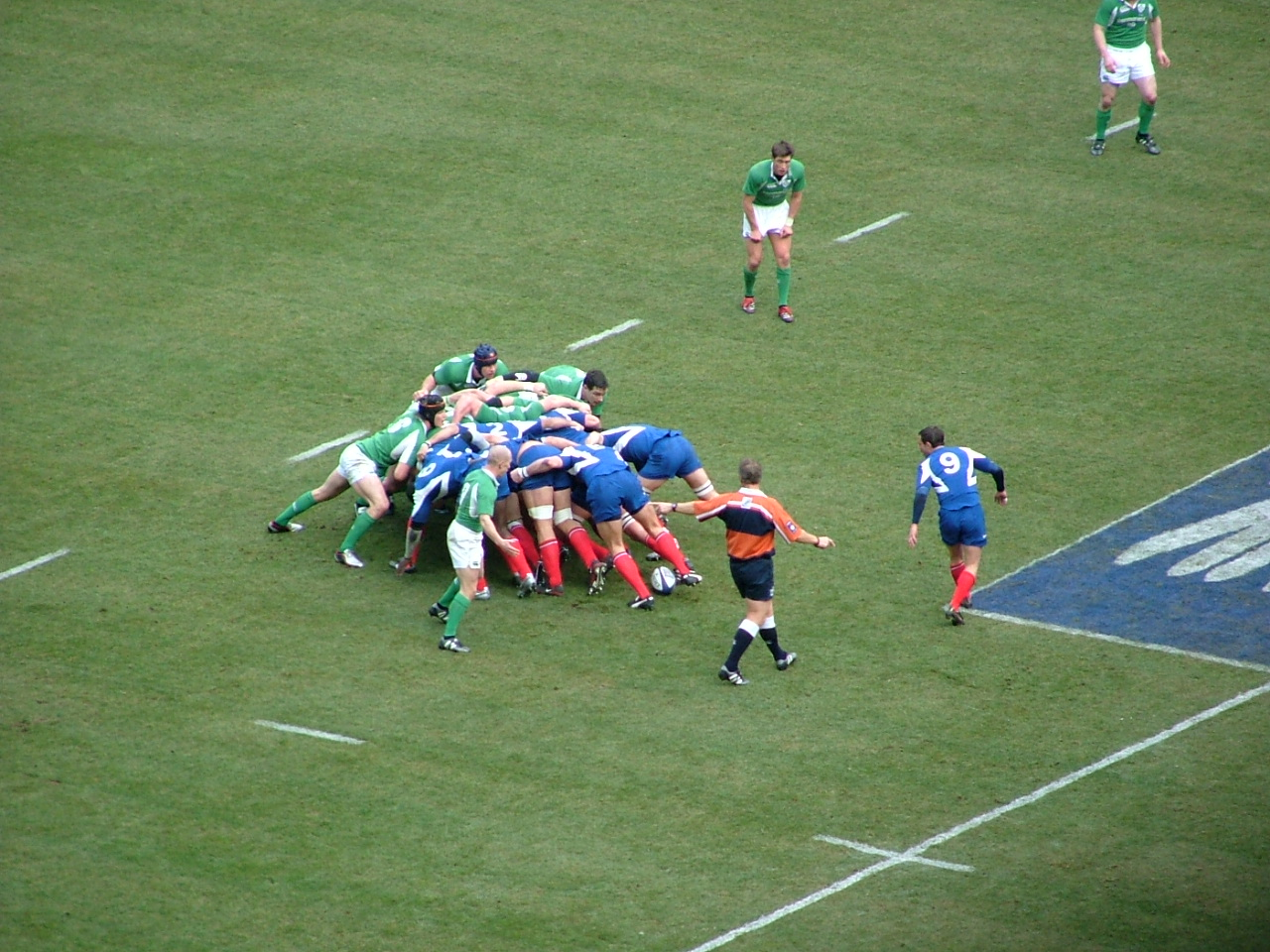
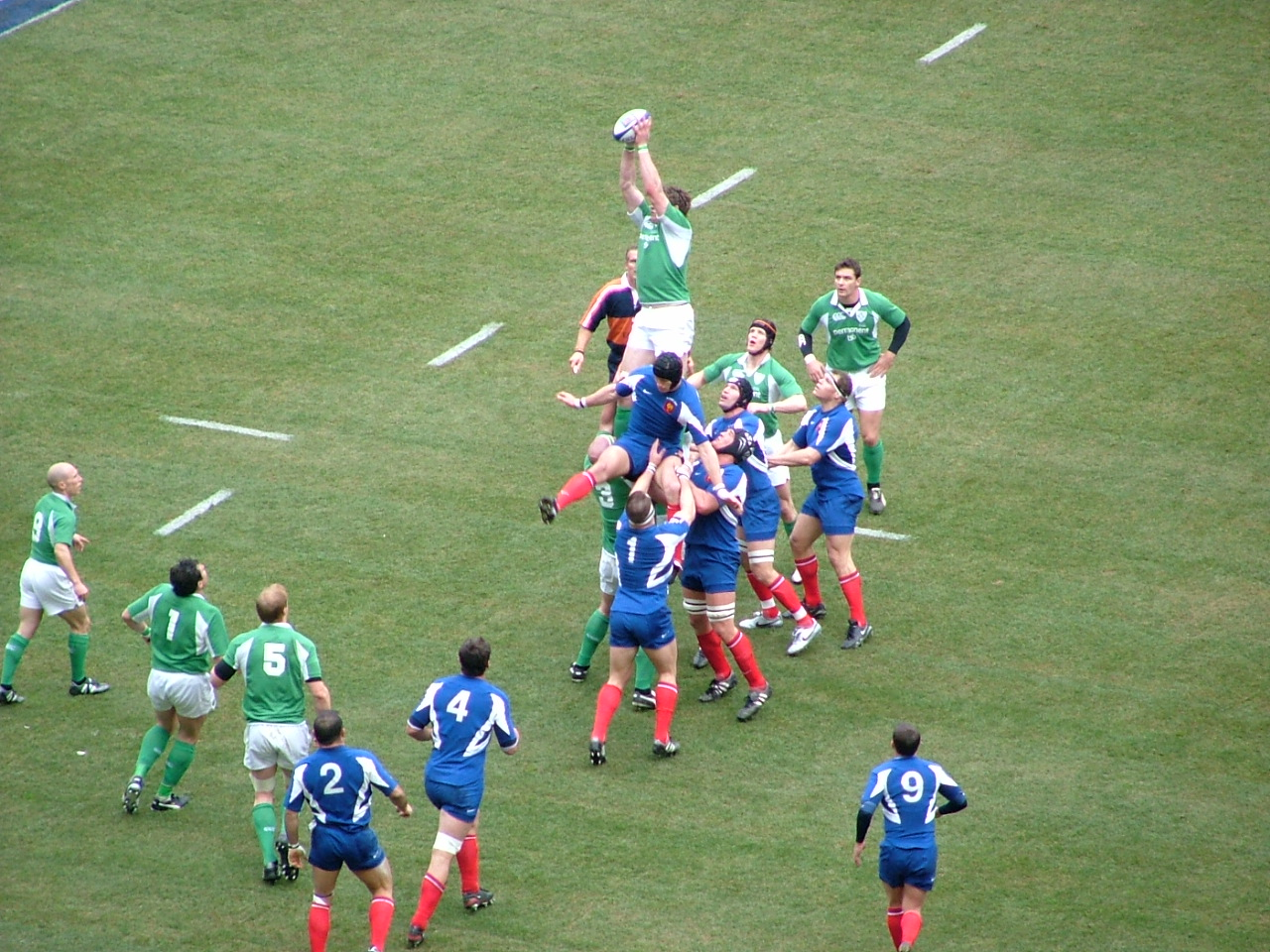

## Points marqués par les Français

### Écosse - France
- Jean-Baptiste Élissalde (6 points) : 2 pénalités
- Julien Bonnaire (5 points) : 1 essai
- Sébastien Bruno (5 points) : 1 essai.

### France - Irlande
- Jean-Baptiste Élissalde (13 points) : 5 transformations, 1 pénalité
- Cédric Heymans (10 points) : 2 essais
- David Marty (10 points) : 2 essais
- Olivier Magne (5 points) : 1 essai
- Aurélien Rougerie (5 points) : 1 essai.

### France - Italie
- Dimitri Yachvili (9 points) : 3 transformations, 1 pénalité
- Thomas Lièvremont (5 points) : 1 essai
- Aurélien Rougerie (5 points) : 1 essai
- Frédéric Michalak (5 points) : 1 essai
- Yannick Nyanga (5 points) : 1 essai
- Pieter de Villiers (5 points) : 1 essai
- Jean-Baptiste Élissalde (3 points) : 1 pénalité.

### France - Angleterre
- Dimitri Yachvili (16 points) : 2 transformations, 4 pénalités
- Florian Fritz (5 points) : 1 essai
- Christophe Dominici (5 points) : 1 essai
- Damien Traille (5 points) : 1 essai

### Pays de Galles - France
- Dimitri Yachvili (6 points) : 2 pénalités
- Dimitri Szarzewski (5 points) : 1 essai
- Florian Fritz (5 points) : 1 essai
- Jean-Baptiste Élissalde (5 points) : 1 transformation, 1 pénalité.

### Meilleurs réalisateurs
- Dimitri Yachvili (31 points) : 5 transformations, 7 pénalités
- Jean-Baptiste Élissalde (27 points) : 6 transformations, 5 pénalités.

### Meilleurs marqueurs
- Florian Fritz (10 points) : 2 essais
- Cédric Heymans (10 points) : 2 essais
- David Marty (10 points) : 2 essais
- Aurélien Rougerie (10 points) : 2 essais.

## Clubs français représentés dans le XV de France
- Stade toulousain : 6 joueurs
- Stade Français Paris : 5 joueurs
- Biarritz olympique : 5 joueurs
- CS Bourgoin-Jallieu : 4 joueurs
- USA Perpignan : 1 joueur
- ASM Clermont : 1 joueur
- Castres olympique : 1 joueur
- CA Brive : 1 joueur.

Quatre joueurs évoluent dans le Championnat d'Angleterre de rugby à XV.